# (707) Штайна
(707) Штайна (нем. Steina) — астероид главного пояса, который был открыт 22 декабря 1910 года немецким астрономом Максом Вольфом в обсерватории и назван в честь господина Штайна, основателя обсерватории Бреслау (ныне институт астрономии Вроцлавского университета.
Фотометрические наблюдения позволили получить кривые блеска этого тела, из которых следовало, что период вращения астероида вокруг своей оси равняется 414 ± 10 часам, с изменением блеска по мере вращения 1,00 ± 0,15 m.